# Одорхею-Секуеск (гандбольный клуб)
«Одорхею-Секуеск» (рум. HC Odorheiu Secuiesc, венг. Székelyudvarhelyi KC) — гандбольный клуб из румынского Одорхею-Секуеск.

## История
ГК «Одорхею-Секуеск» был основан летом 2005 года. ГК Одорхею-Секуеск начанал выступать во втором дивизионе чемпионата Румынии. По итогам сезона 2006/07 ГК Одорхею-Секуеск вышел в первый дивизион чемпионата Румынии. Через два года, ГК Одорхею-Секуеск добился права выступать в кубке вызова ЕГФ. В 2011 году ГК Одорхею-Секуеск занял в чемпионате Румынии второе место. В 2015 году ГК Одорхею-Секуеск выиграл кубок вызова ЕГФ.

## Сезоны
Список сезонов клуба ГК Одорхеи Секуеск в чемпионате Румынии с 2009 года.

| Сезон   | Лига           | Место | Матчи | Победы | Ничьи | Поражение | ЗМ-ПМ   | Очки | Плей-офф   |
| ------- | -------------- | ----- | ----- | ------ | ----- | --------- | ------- | ---- | ---------- |
| 2009-10 | Liga Naţională | 7     | 24    | 11     | 0     | 13        | 710—731 | 22   |            |
| 2010-11 | Liga Naţională | 2     | 26    | 18     | 3     | 5         | 805—738 | 39   |            |
| 2011-12 | Liga Naţională | 3     | 26    | 15     | 3     | 8         | 824—758 | 33   |            |
| 2012-13 | Liga Naţională | 3     | 22    | 15     | 2     | 5         | 704—657 | 32   |            |
| 2013-14 | Liga Naţională | 6     | 22    | 11     | 1     | 10        | 654—623 | 23   |            |
| 2014-15 | Liga Naţională | 1     | 24    | 16     | 3     | 5         | 657—617 | 35   | 1/4 финала |
| 2015-16 | Liga Naţională | 3     | 26    | 17     | 2     | 7         | 724—683 | 36   | 1/4 финала |
| 2016-17 | Liga Naţională | 4     | 26    | 15     | 5     | 4         | 716—645 | 50   | 1/4 финала |

## Достижения
- Серебряный призёр чемпионата Румынии: 2011
- Обладатель Кубка вызова ЕГФ (1) — 2015

## Состав
Состав клуба:

| Вратари - 16 Рангел Луан да Роса - Вячеслав Солдатенко Полусредние - 10 Fekete Róbert - Вячеслав Садовый - 13 Раду Кристиан Гита - Милош Драгаш - 9 Balázs Botond - Marius Szoke - Milorad Krivokapić - Джордже Голубович | Линейные/Разыгрывающие - 11 Huba Tálas - Gabriel Voinea - 17 Горан Кузманоски - Uroš Vilovski Крайние - 5 Андреи Михалцеа - 24 Максим Баранов - 18 Vencel Csog - Антонио Ковачевич |

## Известные игроки
- Митко Стойлов
- Милорад Кукоски
- Shota Tevzadze
- Чике Онйеджекве
- Андрас Сзасз
- Гоце Ойлески
- Виталий Комогоров